# Ramón Parera
Pour les articles homonymes, voir Parera.
Ramón Parera Penella, né le 11 mars 1912 à Barcelone (Catalogne, Espagne), est un footballeur espagnol des années 1920 et 1930.

## Biographie
Ramón Parera se forme dans les équipes de jeunes du FC Barcelone. Il débute en équipe première à l'âge de 16 ans et 11 mois, il est ainsi le deuxième joueur le plus précoce de l'histoire du club à avoir débuté avec l'équipe première (seul Vicenç Martínez a débuté plus jeune).
Parera fait partie de l'équipe du Barça qui remporte la Coupe d'Espagne de 1928 et le championnat d'Espagne en 1929 (il ne joue qu'un match, le 10 mars 1929 face à l'Atlético de Madrid).
En 1929, il est recruté par l'Espanyol de Barcelone, et en 1930 par le CE Júpiter où il joue pendant quatre saisons à un bon niveau. Il joue ensuite avec le CE Sabadell, le FC Vic, puis revient à l'Espanyol et au FC Vic. Il termine sa carrière au CF Badalona.

### Famille
Son frère aîné Manuel Parera joue aussi au FC Barcelone.

## Palmarès
- Champion d'Espagne en 1929 avec le FC Barcelone
- Vainqueur de la Coupe d'Espagne en 1928 avec le FC Barcelone